# مطار نجران الإقليمي
مطار نجران الإقليمي؛ (إياتا: EAM، إيكاو: OENG) هو مطار سعودي إقليمي يبعد عن مدينة نجران عاصمة منطقة نجران جنوب السعودية حوالي 7 كم، تأسس المطار عام 1973، وهو يخدم جميع القرى والمحافظات التابعة لمنطقة نجران، ويوجد في المطار مسجد وصالة كبار الشخصيات وصالة مغادرة وقدوم وشحن جوي ومكتب لتأجير السيارات في صالة القدوم وقد تم القيام ببناء صالات جديدة في نفس الموقع وتم أفتتاحها بتاريخ 22/10/1432.
صدرت موافقة الهيئة لشركة طيران العربية بالتشغيل لمطار نجران بواقع خمس رحلات أسبوعياً وكذلك لشركة طيران المصرية العالمية بالتشغيل لمطار نجران بواقع رحلة يومياً.

## خطوط وشركات الطيران
- الخطوط الجوية العربية السعودية (الدمام وجدة والرياض)

طيران ناس (الشارقة، الدمام، إشبيلية ، اربيل)
| شركـات طيـران   | الوجهات |
| --------------- | --- |
| الخطوط السعودية | الدمام، جدة، الرياض. |
| نسما للطيران    | القاهرة. فلاي دبي تقدم هذه الشركة 3 رحلات دولية أسبوعيا من والى مطار دبي الدولي بمدينة دبي (( الإمارات العربية المتحدة )) |

كما أنه من المقرر أن تسير لاحقاً رحلات أخرى إلى الشارقة عن طريق العربية للطيران بمعدل ثلاث رحلات أسبوعياً، والمصرية العالمية للطيران بمعدل رحلتين أسبوعياً إلى القاهرة.